# Park Narodowy Mana Pools

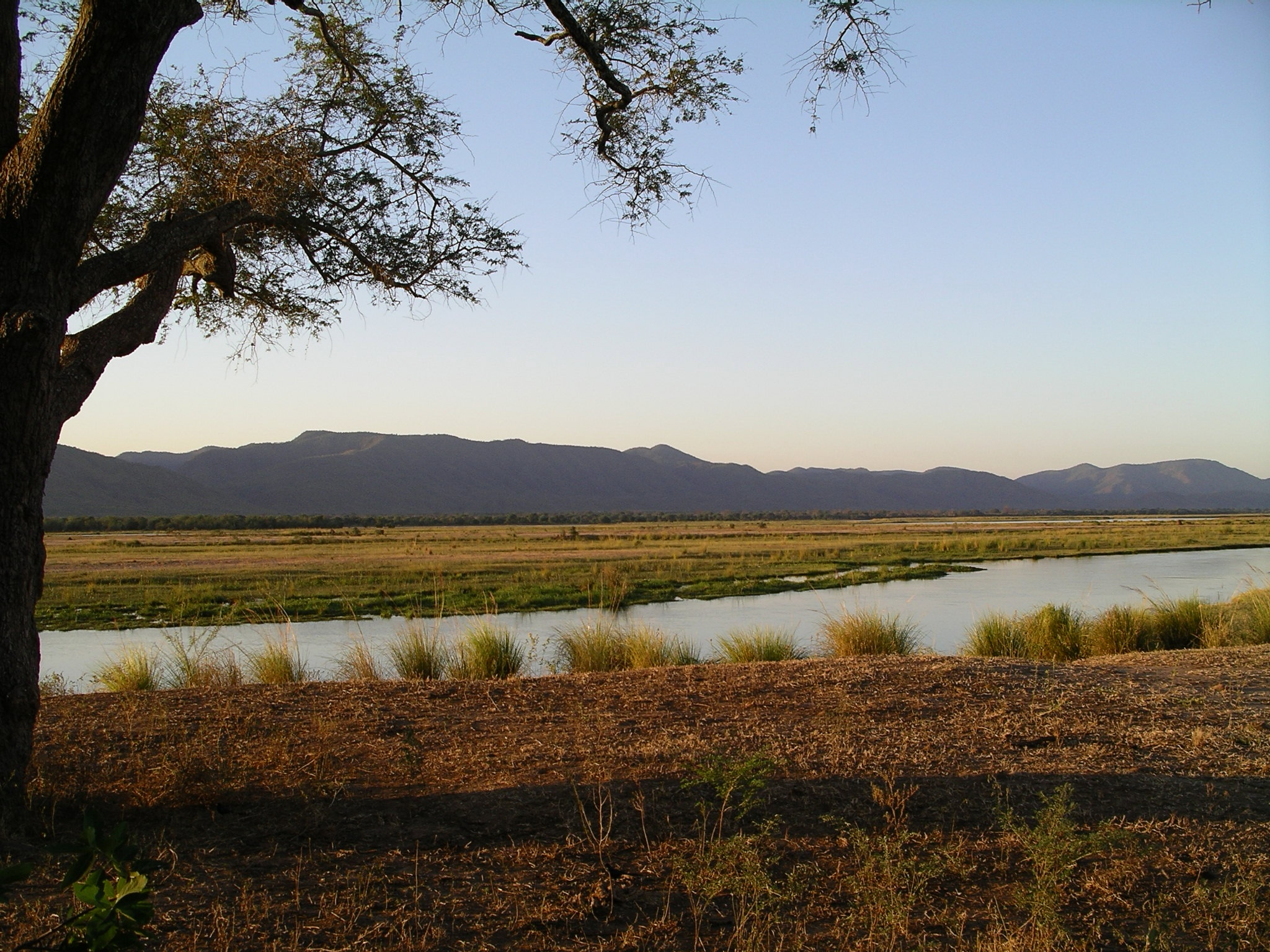
Rzeka Zambezi w Parku Narodowym Mana Pools

Park Narodowy Mana Pools (ang. Mana Pools National Park) - park narodowy w północnym Zimbabwe, w 1984 roku wpisany na listę światowego dziedzictwa UNESCO. 
Ochroną objęte jest tu około 2200 km² obszaru równiny zalewowej rzeki Zambezi. W czasie pory deszczowej tereny te zamieniają się w szeroki pas jezior. Na początku pory suchej, kiedy wysychają okoliczne sawanny, na obszarze Mana Pools wciąż utrzymuje się wilgoć, przyciągające tu liczne stada zwierząt. Park jest przez to ostoją wielu zagrożonych gatunków, takich jak słonie i bawoły. Żyje tu też największa w całym Zimbabwe populacja hipopotamów i krokodyli. W 1984 roku na terenie parku znajdowała się liczna populacja nosorożców (500), która została jednak zdziesiątkowana na skutek kłusownictwa, w 1994 pozostało jedynie 10 osobików. W parku żyje również 450 różnych gatunków dzikich ptaków.
Obszar jest chroniony na mocy konwencji ramsarskiej, która chroni obszary wodno-błotne. Park odwiedza około 7000 turystów rocznie. 
Jest to najsłabiej gospodarczo rozwinięty teren Zimbabwe. W latach 80. XX wieku istniały plany budowy zapory na rzece Zambezi, co doprowadziłoby do zatopienia całego tego obszaru. Ostatecznie projekt ten jednak zarzucono.